# Glasschleichen
Die Glasschleichen (Ophisaurus) sind eine Gattung beinloser Echsen. Sie kommen mit fünf Arten in Nordamerika (USA und Mexiko) und einer weiteren Art, für die einige Wissenschaftler auch den Gattungsnamen Hyalosaurus verwenden, in Marokko und Nordwestalgerien vor. Der südosteuropäische und nahöstliche Scheltopusik, der früher zu den Glasschleichen gerechnet wurde, wurde in die eigene Gattung Pseudopus gestellt. Die südostasiatischen Arten werden heute der Gattung Dopasia zugeordnet.

## Merkmale
Glasschleichen haben einen schlangenähnlichen Körper, sind jedoch durch große Schuppen und Hautknochen viel weniger beweglich als diese. Die Seitenfalte, die auch bei allen Angehörigen der Familie Diploglossidae die Atmung erleichtert, ist gut ausgeprägt. Der Kopf ist kaum vom Körper abgesetzt und stumpf. Die größten Arten, die Schlanke Glasschleiche (O. attenuatus) und die Östliche Glasschleiche (O. ventralis), werden einen Meter lang, die anderen erreichen oft nur 50 cm. Der Schwanz macht zwei Drittel der Körperlänge aus. Den deutschen Namen erhielten sie, weil sie ihren Schwanz im Gefahrenfall an vorgegebenen Sollbruchstellen abwerfen und dieser leicht in weitere Teilstücke zerfällt. Verlorengegangene Schwänze werden regeneriert, erreichen aber nicht mehr die ursprüngliche Länge.

## Lebensweise
Glasschleichen leben vor allem in offenem mit Gras bewachsenem Gelände, in steinigen, verbuschten Steppen oder in feuchten Wäldern. Alle Glasschleichen ernähren sich von Insekten und weichkörperigen wirbellosen Tieren wie Würmern und Schnecken. Sie vermehren sich ovipar und legen relativ kleine Eier. Das Weibchen bewacht das Gelege, bis die Jungtiere schlüpfen.

## Arten
Die Reptile Database listet sechs Arten:
- Schlanke Glasschleiche (Ophisaurus attenuatus Baird, 1880)
- Ophisaurus ceroni Holman, 1965
- Küstenglasschleiche (Ophisaurus compressus Cope, 1900)
- Ophisaurus incomptus McCconkey, 1955
- Ophisaurus mimicus Palmer, 1987
- Östliche Glasschleiche (Ophisaurus ventralis (Linnaeus, 1766))